# Things Fall Apart (album)
Things Fall Apart è il quarto album in studio della band hip hop statunitense The Roots, pubblicato il 23 febbraio 1999 e distribuito dall'etichetta MCA. 

## Descrizione
L'album è prodotto dai Grand Wizards e da Jay Dee. All'album partecipano artisti come Erykah Badu, D'Angelo, Eve, Common e Mos Def, ed è considerato l'album rivelazione della band, con la hit You Got Me (vincitrice di un Grammy Award), e la club hit The Next Movement prodotta con DJ Jazzy Jeff. L'album contiene anche una poesia di Ursula Rucker.

## Accoglienza

### Critica
Things Fall Apart riceve generalmente recensioni positive da parte della critica specializzata: AllMusic gli assegna quattro stelle e mezzo su cinque, Rolling Stone 4/5 e Robert Christgau, che considerava insufficienti i lavori precedenti del gruppo, pur criticando i «letti onnipresenti e ostinati di Kamal» elogia il gruppo per «aver guardato indietro al rap old-school che avevano amato prima di scoprire il jazz lite» e vota l'album con una "B+".
| Recensione           | Giudizio |
| -------------------- | -------- |
| AllMusic             | [ 1 ]    |
| Alternative Press    | 4/5      |
| Entertainment Weekly | B        |
| Mužik                | [ 7 ]    |
| NME                  | 8/10     |
| Pitchfork            | 9.4/10   |
| Q                    | [ 10 ]   |
| Rolling Stone        | [ 11 ]   |
| Spin                 | 9/10     |
| The Village Voice    | B+       |

## Tracce
1. Act Won (Things Fall Apart) - 0:55
2. Table of Contents (Parts 1&2) - 3:37
3. The Next Movement - 4:10
4. Step Into The Realm - 2:50
5. The Spark - 3:52
6. Dynamite - 4:46
7. Without a Doubt - 4:13 (feat. Lady B)
8. Ain't Sayin Nothin' New - 4:34 (feat. Dice Raw)
9. Double Trouble - 5:50 (feat. Mos Def)
10. Act Too (The Love of My Life) - 4:55 (feat. Common)
11. 100% Dundee - 3:54
12. Diedre Vs. Dice - 0:47 (feat. Dice Raw)
13. Adrenaline! - 4:27 (feat. Dice Raw & Beanie Sigel)
14. 3rd Acts:? Vs. Scratch2...Electric Boogaloo - 0:52
15. You Got Me - 4:19 (feat. Erykah Badu & Eve)
16. Don't See Us - 4:30 (feat. Dice Raw)
17. The Return To Innocence Lost (+ ghost track) - 12:00 (performed by Ursula Rucker)

## Formazione
- Produttori: The Grand Wizards
- Autori copertina: Corbis/NewYork
- Fotografia: MobHouse
- Design: Kenny J. Gravillis

## Classifiche
| Classifica (1999)         | Posizione massima |
| ------------------------- | ----------------- |
| Canada                    | 7                 |
| Francia                   | 41                |
| Germania                  | 64                |
| Paesi Bassi               | 92                |
| Regno Unito               | 84                |
| Stati Uniti               | 4                 |
| US Top R&B/Hip-Hop Albums | 2                 |
| Svizzera                  | 40                |